# Artère ethmoïdale postérieure
Pour les articles homonymes, voir Artère ethmoïdale.
L’artère ethmoïdale postérieure est une artère systémique paire de la tête. Elle vascularise le septum nasal.

## Origine
L'artère ethmoïdale postérieure nait de l'artère ophtalmique entre la naissance de l'artère supra-orbitaire et l'artère ethmoïdale antérieure. Elle est plus petite que cette dernière.

## Trajet
L'artère ethmoïdale postérieure passe entre le bord supérieur du muscle droit médial de l’œil et le muscle oblique supérieur de l’œil pour pénétrer dans le foramen ethmoïdal postérieur.
Elle fournit souvent un rameau méningé à la dure-mère de la fosse crânienne antérieure.
Elle sort dans la cavité nasale pour vasculariser les cellules ethmoïdales postérieures et le septum nasal via des rameaux septaux et des rameaux nasaux latéraux..
Elle s'anastomose avec l'artère sphénopalatine.

## Zone de vascularisation
Cette artère irrigue les sinus aériens ethmoïdaux postérieurs, la dure-mère de la fosse crânienne antérieure et la partie supérieure de la muqueuse nasale du septum nasal.